# Constantin Euphorbénos Katakalôn
Constantin Euphorbénos Katakalôn (en grec : Κωνσταντίνος Εὐφορβηνός Κατακαλών) est un noble byzantin et l'un des principaux généraux du règne d'Alexis Ier Comnène (de 1081 à 1118).

## Biographie
Descendant des familles nobles Katakalôn et Euphorbénos, Constantin est mentionné dans les sources pour la première fois comme commandant du corps des Chomatenoi et du contingent turc de l'armée d'Alexis Comnène lors de la bataille de Kalavrya de 1078. Il apparaît ensuite dans les listes du synode des Blachernes en 1094 dans lesquelles il porte le titre de protocuropalate. L'année suivante, il prend part à la campagne d'Alexis contre les Coumans. Alexis l'envoie attaquer les Coumans tandis qu'il traverse le col de Zygos mais les Coumans, guidés par les Valaques locaux, parviennent à traverser ce col avant les Byzantins et à s'emparer de la ville de Goloe. Toutefois, Katakalôn attaque la zone de fourrage des Coumans et parvient à capturer près de 100 prisonniers. En récompense, il est élevé au titre de nobellissime. Il est ensuite envoyé soutenir la cité d'Adrianople assiégée par les Coumans. Il tente d'entrer la ville par le sud mais il est surpris par les Coumans et manque de peu de mourir. En 1096, l'empereur l'envoie secourir les survivants de la Croisade populaire qui ont été écrasés par les Seldjoukides. Les Turcs se replient face à l'arrivée de Katakalôn et ce dernier réussit à secourir les survivants. Vers 1100, il est nommé doux (gouverneur militaire) de Chypre et détient ce poste jusque vers 1102 ou 1104,. En 1108, Katakalôn fait partie d'une ambassade envoyée par Alexis à Bohémond de Tarente qui assiège la forteresse impériale de Dyrrachium. La délégation byzantine convainc le prince normand de trouver un accord avec l'empire et l'accompagne au camp impériale de Déabolis. Là, le traité éponyme est signé,. 
Katakalôn fait partie des dignitaires les plus estimés d'Alexis Ier qui a une grande confiance en lui. En témoignage de cette estime, son fils Nicéphore obtient la main de Marie Comnène, la deuxième fille d'Alexis. Ensemble, le couple a sept enfants dont trois fils sont connus : Alexis, Andronic et Jean.